# GS Caltex Cup
La GS Caltex Cup (coreano : GS 칼텍스 배) è una competizione sudcoreana di Go.
Per le prime nove edizioni si è chiamata  LG Refined Oil Cup. È sponsorizzata da GS Caltex Corporation e dal Daily Economic News . Attualmente ha il premio più grosso di tutti i tornei nazionali sudcoreani: la borsa del vincitore è di 70000000 Won coreano, mentre al secondo vanno 30 milioni di won.
Il torneo principale prevede 16 partecipanti a eliminazione diretta, con una finale al meglio delle 5 partite; il komi è 6,5 punti e il limite di tempo è 10 minuti di tempo principale con byo-yomi di 3 × 40″.

## Albo d'oro
| Edizione | Anno | Vincitore       | Punteggio | Secondo classificato |
| -------- | ---- | --------------- | --------- | -------------------- |
| 1        | 1996 | Yoo Chang-hyuk  | 3–2       | Cho Hun-hyun         |
| 2        | 1997 | Lee Chang-ho    | 3–0       | Choi Myung-hoon      |
| 3        | 1998 | Lee Chang-ho    | 3–0       | Choi Myung-hoon      |
| 4        | 1999 | Seo Bong-soo    | 3–2       | Yoo Chang-hyuk       |
| 5        | 2000 | Choi Myung-hoon | 3–1       | Rui Naiwei           |
| 6        | 2001 | Lee Chang-ho    | 3–0       | Choi Myung-hoon      |
| 7        | 2002 | Lee Se-dol      | 3–1       | Choi Myung-hoon      |
| 8        | 2003 | Lee Chang-ho    | 3–0       | Cho Han-seung        |
| 9        | 2004 | Lee Chang-ho    | 3–0       | Park Yeong-hun       |
| 10       | 2005 | Choi Cheol-han  | 2–1       | Lee Chang-ho         |
| 11       | 2006 | Lee Se-dol      | 3–0       | Choi Cheol-han       |
| 12       | 2007 | Park Yeong-hun  | 3–2       | Lee Se-dol           |
| 13       | 2008 | Park Yeong-hun  | 3–0       | Weon Seong-chin      |
| 14       | 2009 | Cho Han-seung   | 3–1       | Park Yeong-hun       |
| 15       | 2010 | Weon Seong-chin | 3–1       | Cho Han-seung        |
| 16       | 2011 | Park Jung-hwan  | 3–0       | Park Yeong-hun       |
| 17       | 2012 | Lee Se-dol      | 3–2       | Park Yeong-hun       |
| 18       | 2013 | Kim Ji-seok     | 3–0       | Lee Se-dol           |
| 19       | 2014 | Kim Ji-seok     | 3–0       | Choi Cheol-han       |
| 20       | 2015 | Mok Jin-seok    | 3–1       | Choi Cheol-han       |
| 21       | 2016 | Lee Dong-hoon   | 3–0       | Yun Chan-hee         |
| 22       | 2017 | Ahn Kuk-hyun    | 3–2       | Kim Ji-seok          |
| 23       | 2018 | Shin Jin-seo    | 3–2       | Lee Se-dol           |
| 24       | 2019 | Shin Jin-seo    | 3–0       | Kim Ji-seok          |
| 25       | 2020 | Shin Jin-seo    | 3–0       | Kim Ji-seok          |
| 26       | 2021 | Shin Jin-seo    | 3–2       | Byun Sang-il         |
| 27       | 2022 | Shin Jin-seo    | 3–0       | Byun Sang-il         |
| 28       | 2023 | Byun Sang-il    | 3–0       | Choi Jeong           |
| 29       | 2024 | Shin Min-jun    | 3–0       | Park Sang-jin        |
| 30       | 2025 | Shin Jin-seo    | 3–0       | An Sung-joon         |